# Bruis
Bruis foi uma comuna francesa na região administrativa da Provença-Alpes-Costa Azul, no departamento de Altos-Alpes. Estendia-se por uma área de 25,15 km². Em 2010 a comuna tinha 229 habitantes (densidade: 9,1 hab./km²).
Em 1 de julho de 2017, passou a formar parte da nova comuna de Valdoule.